# 雙眼牆

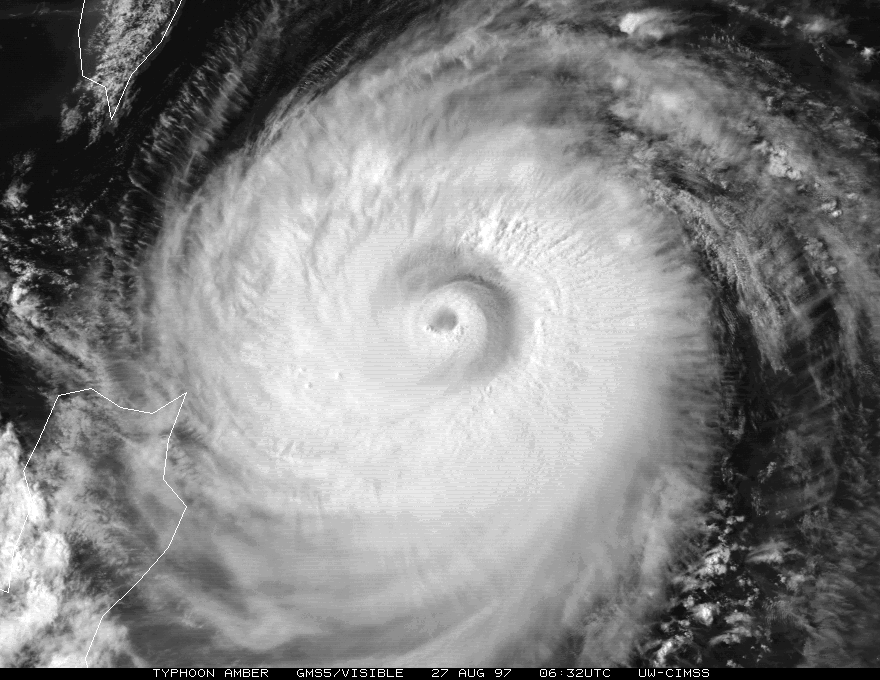
正在進行眼牆置換的颱風安珀，可以清楚的看到雙眼牆結構

雙眼牆又稱雙重眼壁（英語：Double Eye Walls），是一種形成於強度高的熱帶氣旋的一種結構。當一個熱帶氣旋風速大於185每小時（115英里每小時）且強度還在增強時，就有可能發展出雙眼牆結構。雙眼牆結構是指熱帶氣旋原本眼牆外層雲系形成第二個眼牆，並且向內移動，內層眼牆會繞著外層眼牆旋轉，直至減弱而消失。其一般會伴隨著眼牆置換循環，例如2003年掠過巴士海峽及珠江口一帶的颱風杜鵑；不過亦有出現雙重眼壁，但最後眼壁更替失敗的熱帶氣旋，路徑與杜鵑相當接近的2013年颱風兔即為一例。當熱帶氣旋發展出雙眼牆時可以視為其強度達到一個巔峰的指標，若雙眼牆順利完成置換，則風暴強度有機會增強到更高的水平，但過程中氣旋系統強度會略為減弱。

## 歷史
最早發現雙眼牆是在1956年的颱風莎拉和1960的颶風唐娜，當時將其描述為「颱風眼裡面有颱風眼」。1982年Shaprio等人曾利用軸對稱模式解釋環形對流的內縮可能是由加熱與渦度交互作用造成的，但是目前還不清楚是否能用此種架構來解釋颱風雙眼牆的形成。1997年時，Montgomery等人提出雙眼牆結構形成的原因可能與徑向移行線性羅士比波反應有關。2000年時，Kossin等人對於雙眼牆內中心渦旋的穩定性進行了研究，但並沒有對雙眼牆的形成做更多研究。
2012年楊憶婷在國立臺灣大學理學院大氣科學系發表的論文中給出了一個雙眼牆的定義：颱風需要具有溝壑（Moat）結構且足夠明顯、外眼牆要有夠深的對流、要有一定程度的軸對稱以及外圍環流需要是外眼牆而非螺旋雨帶。

## 特徵
擁有雙眼牆的颱風在太平洋發展的主要都是形成於琉球群島的南方海域和日本南方的小笠原群島周圍和馬紹爾群島的北方海域，而南海海域則未曾出現過。且大部分中心旋轉的渦度都比外圍強六倍以上，大部分都出現在8到10月的颱風中。雙眼牆中，內眼牆的平均直徑約為25公里、外眼牆直徑約為75公里，內眼牆平均高度約5公里、外眼牆平均高度約10公里，內眼牆的平均厚度約10公里、外眼牆為15公里。
雙眼牆形成後，外眼牆會阻斷內眼牆的水氣，內部的眼牆則會開始減弱，最終被外眼牆吸收，完成眼牆置換。若內眼牆與外眼牆順利地完成置換，則熱帶氣旋系統可能增強到更高的強度，也因此許多新聞媒體都會關注發展出雙眼牆的颱風，並認為該種颱風可能發展出紮實的結構。部分氣旋在發展出雙眼牆結構時會出現路徑擺動的現象。
雙眼牆形成後，內眼牆的水氣將被外眼牆阻擋，中間出現一個空曠區域稱為溝壑（Moat），而不同強度的颱風發展出雙眼牆時溝壑的寬度也會有所不同，較強的颱風溝壑會較窄，而較弱的颱風其溝壑的寬度大小則不一。

## 雙眼牆的流體力學[25]
{\displaystyle {\frac {\partial \zeta }{\partial t}}+{\frac {\partial (\Psi ,\zeta )}{\partial (x,y)}}=v\nabla ^{2}\zeta }
{\displaystyle \nabla ^{2}\Psi =\zeta }
{\displaystyle \zeta (x,y,0)=\sum _{j=1}^{J}\zeta _{j}P(r_{j})}
其中，{\displaystyle \zeta _{j}}為第j個眼牆之最大渦度，{\displaystyle r_{j}}為無因次徑向距離，其換算公式為：
{\displaystyle r_{j}={\frac {\sqrt {(x-x_{j})^{2}+(y-y_{j})^{2}}}{R_{j}}}}
{\displaystyle R_{j}}為在以{\displaystyle (x,y)}為中心的氣旋系統中，以{\displaystyle (x_{j},y_{j})}為中心的第j個眼牆的旋渦半徑大小。另外{\displaystyle P(r_{j})}是一個函數，其定義為：
{\displaystyle P(r_{j})={\begin{cases}1-e^{(-{\frac {30}{r_{j}}}e^{\frac {1}{r_{j}-1}})},&{\mbox{if }}r_{j}<1\\0\end{cases}}}

## 結構
雙眼牆的結構中，內側的眼牆稱為內眼牆，外側的眼牆稱為外眼牆，內外眼牆之間出現一道環狀的乾燥無雲區域，猶如護城河，稱為溝壑（Moat）。

### 溝壑
溝壑（Moat）或稱「護城河」是雙眼牆的內眼牆與外眼牆之間的清晰環狀區域，其中包含的是緩慢下沉的空氣，產生的降水量很少或是完全沒有。溝壑內的氣流是由伸展和风切变的累積效果主導。風眼牆之間的溝壑是一片空氣轉速變化較大的區域，並且變化幅度與其和風暴中心的距離成正比。這樣的區域在任何擁有足夠強度的旋渦中都有可能出現，但還是以強烈的熱帶氣旋中最為常見。

### 螺旋雨帶
螺旋雨帶是指熱帶氣旋內有明顯降雨的範圍，由雲和降水所結構，從天氣雷達圖像來看，其呈彎曲狀，並包含了陣雨和雷暴，因此稱為螺旋雨帶。而根據楊憶婷在2012年提出的雙眼牆颱風定義，溝壑外部必須為非螺旋雨帶的眼牆，否則只能算是螺旋雨帶間的縫隙，而不能算作雙眼牆結構。

## 例子
2013年颱風蘇力於移到臺灣東部海面後，就開始出現「雙眼牆」長達8小時之久，雖其「雙眼牆」結構較為鬆散，半徑相當大，該颱風具有特別大風眼。
|                  |
| 出現雙眼牆的蘇力 |